# 土耳其童軍與女童軍聯盟
土耳其童軍與女童軍聯盟（土耳其語：Türkiye İzcilik Federasyonu, TİF）是土耳其的國家童軍與女童軍聯盟，目前擁有33,974名童軍成員（2011年）與2,883名女童軍成員 （2006年）。此聯盟於1950年成為世界童軍運動組織成員，1987年成為世界女童軍總會成員。

## 歷史
土耳其童軍運動的起源可追溯至1909年奧圖曼帝國晚期，由任教於君士坦丁堡加拉塔薩雷高中與卡巴塔斯高中的體育教師艾哈邁德·羅本森與阿卜杜勒拉赫曼·羅本森（Abdurrahman Robenson）兄弟檔所發起，並聯合納菲·阿里夫·坎素（Nafi Arif Kansu）與伊坦·尼夏特，於加拉塔薩雷的達魯沙法卡高中與伊斯坦堡的高中成立首批童軍組織。
在同一時期，童軍運動開始於奧圖曼帝國的偏遠地區獨立發展，最著名的就是黎巴嫩與敘利亞。
1915年，奧匈帝國童軍團在君士坦丁堡創立，並持續運作至1918年；此團隸屬於奧地利童軍聯盟。該童軍總會曾於大馬士革、貝魯特與阿勒頗協助成立童軍團。
在巴爾幹戰爭與第一次世界大戰期間，土耳其的童軍運動暫時停頓下來，直到1923年奧圖曼帝國殞落，土耳其共和國成立才開始繼續推動。1926年，童軍活動開始在全國各級學校推展開來。
1946年，土耳其童軍總監艾哈邁德·漢（Ahmet Han）與伊斯坦堡教育總監穆西廷·阿克迪克（Muhittin Akdik）造訪了法國、英國與瑞士，學習童軍活動與其管理方法，回國後他們決定將土耳其的童軍運動基礎予以現代化。1950年，希特凱伊·薩諾普魯（Sıtkı Sanoplu）響應了童軍現代化並開始組織幼童軍計畫。當時幼童軍團在男女合校的小學舉辦，本身也是男女合團，但在活動時則予以分開；尤其所有的幼童軍服務員皆為女性。
1952年開始，國際童軍總部總監J·S·威爾森來到亞洲旅行，於伊斯坦堡與安卡拉參觀了幼童軍團、童軍團與女童軍團。

## 所屬計畫
- 幼童軍：7－11歲；
- 童軍：11－15歲；
- 冒險童軍：15－18歲[8]。

只有幼童軍為男女混合，童軍以上計畫只有單一性別。

### 書籍
- Scouting 'Round the World, John S. Wilson, first edition, Blandford Press 1959.

## 外部連結
- 官方網站 （页面存档备份，存于） （土耳其文） （英文）